# Tempel des großen Erbarmens

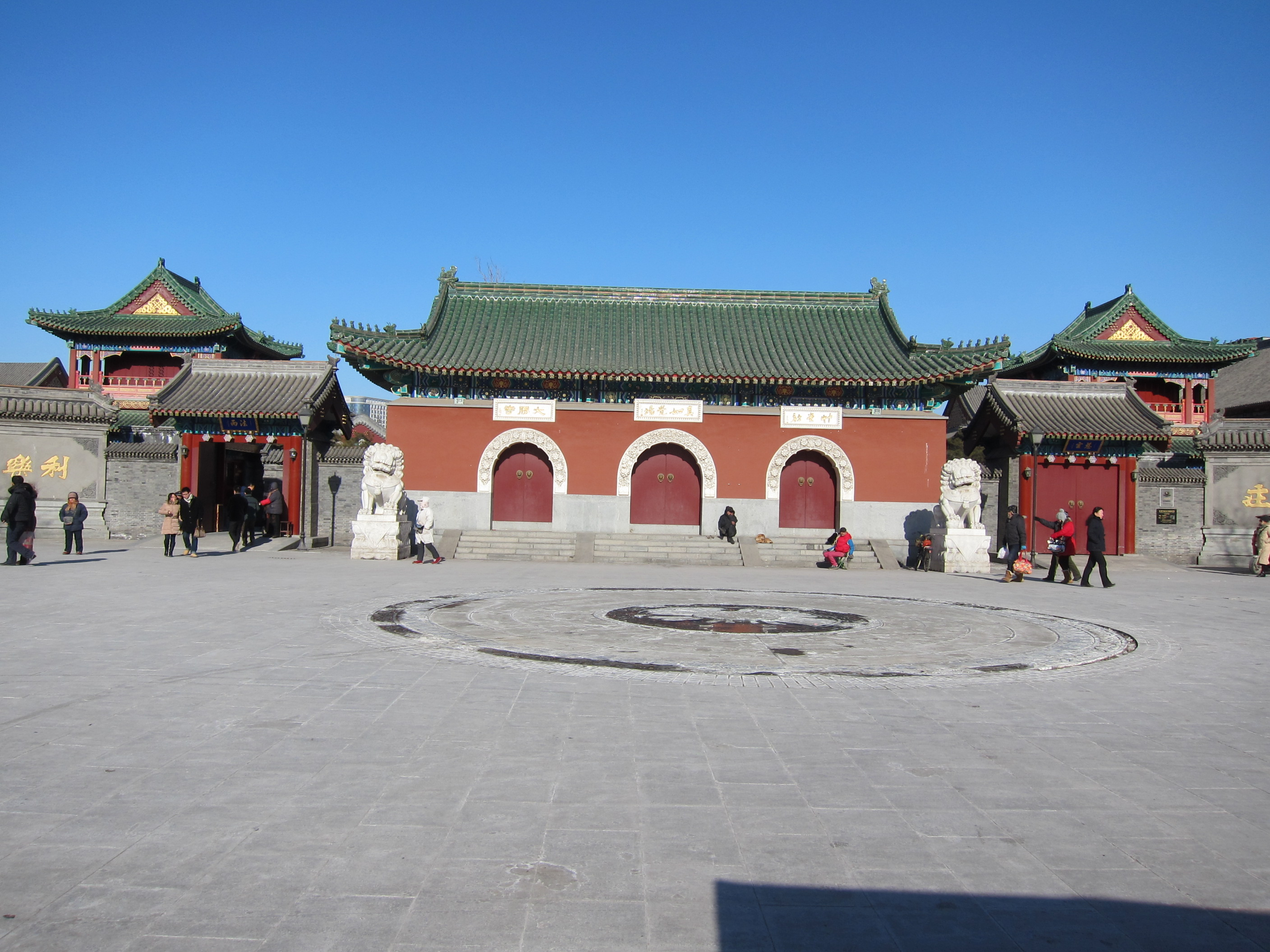

Der Tempel Dabei Yuan 大悲院 („Tempel des großen Erbarmens“) in Tianjin ist ein bedeutender buddhistischer Tempel. Der Tempel wurde im Jahr 1669 der Kangxi-Ära in der Qing-Dynastie erbaut. In ihm wird der vielarmigen Guanyin, der Göttin der Barmherzigkeit, geopfert, daher sein Name. Er befindet sich im Stadtbezirk Hebei in der Straße Tianwei Lu.
Er ist einer der Nationalen Schwerpunkttempel des Buddhismus in han-chinesischen Gebieten.
Koordinaten: 39° 9′ 16″ N, 117° 11′ 1″ O